# Коваленко, Игорь Николаевич
И́горь Никола́евич Ковале́нко (16 марта 1935, Киев — 19 октября 2019) — советский и украинский математик; академик АН УССР, ныне НАНУ (1978; член-корреспондент с 1972). Лауреат Государственной премии СССР (1979).

## Биография
Окончил Киевский университет (1957).
В конце 1950-х годов И. Н. Коваленко вместе со своим учителем Б. В. Гнеденко, работавшим тогда директором Института математики АН УССР читал лекции по теории массового обслуживания слушателям Киевского высшего инженерного радиотехнического училища ПВО (КВИРТУ ПВО). Этими лекциями было положено начало сформировавшейся в стенах КВИРТУ ПВО киевской научной школе в области теории надёжности. Позднее и сам И. Н. Коваленко получил — вместе с другими учениками Гнеденко — значительное число интересных научных результатов в области теории надёжности и теории массового обслуживания.
В 1960-е годы работал в Москве; в этот период при механико-математическом факультете МГУ действовал научный семинар, руководимый Б. В. Гнеденко, А. Д. Соловьёвым, Ю. К. Беляевым и И. Н. Коваленко. В 1971 году вернулся в Киев, где с этого времени является заведующим отделом математических методов теории надёжности в Институте кибернетики имени В. М. Глушкова Академии наук Украины.
Академик Национальной академии наук Украины (с 1978 года), доктор физико-математических наук (1971), доктор технических наук (1964), профессор (1965). Имеет звание профессора Университета Северного Лондона, был избран также членом Лондонского математического общества.
Похоронен на Берковецком кладбище в Киеве.

## Научная деятельность
К числе областей научных интересов И. Н. Коваленко относятся разделы прикладной теории вероятностей, особенно теория массового обслуживания и теория надёжности, а также вероятностная комбинаторика.
В 1965 году сформулировал принцип монотонных отказов, позволивший при сохранении высокой точности значительно упростить расчёты надёжности систем. В 1977 году он предложил принципиально новый метод построения «искусственных» моментов регенерации для процессов, которые описывают поведение существенно многолинейных систем. Метод нашёл широкое применение; в частности, с его помощью удалось доказать предельные теоремы о распределении первого момента наступления редкого события (потеря требования, отказ системы).
Предложил новый метод получения численных оценок непрерывности характеристик систем массового обслуживания и резервированных систем, который основывается на совместном использовании статистического моделирования вспомогательной цепи Маркова и аналитическом вычислении определённых функционалов от её траекторий. Широко известна теорема Коваленко о необходимом и достаточном условии независимости стационарного распределения вероятностей состояний некоторого класса резервированных систем по отношению к виду распределения времени восстановления элементов при зафиксированном среднем времени.

## Награды
- Государственная премия УССР в области науки и техники (1978);
- Государственная премия СССР (1979)[3];
- Государственная премия Украины в области науки и техники (2001);
- Премия имени В. М. Глушкова.

## Публикации

### Отдельные издания
- Гнеденко Б. В., Коваленко И. Н. . Введение в теорию массового обслуживания. — М.: Наука, 1966. — 432 с. (переиздания в 2001, 2005, 2007, 2011 годах)
- Гнеденко Б. В., Коваленко И. Н. . Лекции по теории массового обслуживания. — Киев: КВИРТУ, 1969. — 109 с.
- Коваленко И. Н. . Исследования по анализу надёжности сложных систем. — Киев: Наукова думка, 1975. — 210 с.
- Коваленко И. Н. . Анализ редких событий при оценке эффективности и надёжности систем. — М.: Советское радио, 1980. — 209 с.
- Коваленко И. Н., Филиппова А. А. . Теория вероятностей и математическая статистика. 2-е изд. — М.: Высшая школа, 1982. — 256 с.
- Коваленко И. Н., Гнеденко Б. В. . Теория вероятностей. — Киев: Вища школа, 1990. — 327 с. — ISBN 5-110-01842-1.
- Коваленко И. Н., Кузнецов Н. Ю. . Методы расчета высоконадёжных систем. — М.: Радио и связь, 1988. — 176 с. — ISBN 5-256-00002-0.
- Коваленко И. Н., Наконечный А. Н. . Приближённый расчёт и оптимизация надёжности. — Киев: Наукова думка, 1989. — 181 с. — ISBN 5-12-000508-X.
- Ивченко Г. И., Каштанов В. А., Коваленко И. Н. . Теория массового обслуживания. 2-е изд. — М.: URSS, 2012. — 304 с. — ISBN 978-5-397-02144-9.

### Некоторые статьи
- Коваленко И. Н.  Об оценке надёжности сложных систем // Вопросы радиоэлектроники. — 1965. — Т. 12, № 9. — С. 50—68.
- Коваленко И. Н.  Предельные теоремы теории надёжности // Кибернетика. — 1977. — № 6. — С. 106—116.
- Коваленко И. Н.  К расчёту характеристик высоконадёжных систем аналитико-статистическим методом // Электронное моделирование. — 1980. — Т. 2, № 4. — С. 5—8.